# سید مهدی باقر (بازیکن فوتبال)
سید مهدی باقر (عربی: سيد مهدي باقر؛ زادهٔ ۱۴ آوریل ۱۹۹۴) بازیکن فوتبال اهل بحرین است.
از باشگاه‌هایی که در آن بازی کرده‌است می‌توان به باشگاه فوتبال النصر عربستان سعودی اشاره کرد.
وی همچنین در تیم‌های ملی فوتبال Bahrain U23 و بحرین بازی کرده‌است.